# Rupee Sri Lanka
Rupee (tiếng Sinhala: රුපියල්, tiếng Tamil: ரூபாய்) (ký hiệu: රු, Rs, SLRs, /-; mã ISO 4217: LKR) là đơn vị tiền tệ chính thức của Sri Lanka. Một rupee được chia nhỏ thành 100 cent (xu). Ngân hàng Trung ương Sri Lanka là cơ quan có thẩm quyền phát hành tiền rupee Sri Lanka. Ký hiệu thông dụng của đồng tiền này là Rs. nhưng thỉnh thoảng còn được viết là SLRs. nhằm phân biệt rõ hơn. Một số quốc gia khác cũng có đơn vị tiền tệ gọi là rupee.

## Lịch sử
Năm 1825, đồng bảng Anh trở thành đơn vị tiền gửi ngân hàng chính thức của Ceylon, thay thế cho đồng rixdollar Ceylon với tỉ lệ quy đổi 1 bảng = 13⅓ rixdollar. Tiền xu bằng bạc của Anh được hợp thức hóa. Tiền giấy kho bạc được phát hành vào năm 1827, thay thế cho giấy bạc rixdollar trước đó. Tiền rixdollar không mang ra đổi thì bị hủy bỏ vào tháng 6 năm 1831.
Tiền xu rupee Ấn Độ trở thành tiền xu tiêu chuẩn của Ceylon vào ngày 26 tháng 9 năm 1836, và Ceylon quay về khu vực tiền tệ Ấn Độ. Giấy bạc mệnh giá bảng tiếp tục lưu hành sau năm 1836 song song với rupee. Tiền hợp pháp vẫn là đồng bạc Anh; tài khoản tiền gửi ngân hàng vẫn dùng bảng, shilling và penny. Tuy nhiên, các khoản thanh toán thì thực hiện bằng rupee và anna Ấn Độ với tỷ giá kế toán cố định là 2 shilling = 1 rupee, tức 1 bảng = 10 rupee.
Ngân hàng Ceylon là ngân hàng tư nhân đầu tiên được phát hành giấy bạc tại Ceylon vào năm 1844. Tiền giấy kho bạc bị thu hồi vào năm 1856.
Rupee Ấn Độ được lập làm đồng tiền hợp pháp vào ngày 18 tháng 6 năm 1869 và được chia nhỏ thành các đơn vị thấp hơn vào ngày 23 tháng 8 năm 1871. Rupee (=100 cent) trở thành đơn vị tiền gửi ngân hàng và tiền thanh toán hợp pháp duy nhất của Ceylon từ ngày hiệu lực 1 tháng 1 năm 1872, thay thế cho bảng Anh với tỉ lệ quy đổi 1 rupee = 2 shilling 3 penny.

## Tiền xu

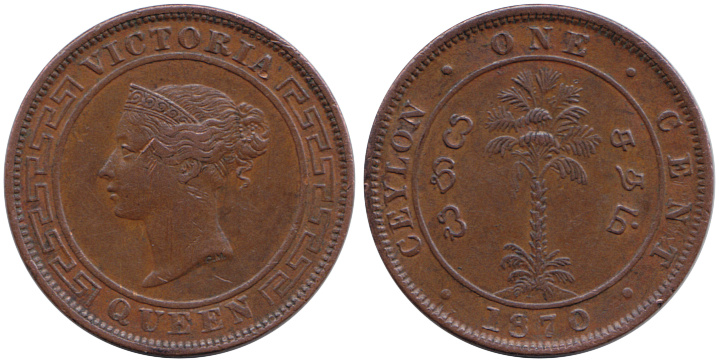
1 cent 1870.

Năm 1872, các tiền xu làm bằng đồng mệnh giá ¼, ½, 1 và 5 được ra mắt (trên đó in năm sản xuất là 1870). Năm 1892, ra mắt tiền xu bằng bạc mệnh giá 10, 25 và 50 cent. Năm 1904, ngừng sản xuất tiền xu ¼ cent. Năm 1909, thay thế đồng xu 5 cent kích cỡ quá to thành tiền xu đồng-nickel kích cỡ nhỏ hơn nhiều, có hình vuông với bốn góc vát tròn. Năm 1919, độ bạc làm tiền xu bị giảm từ 0,800 thành 0,550.
Trong thời kì 1940-1944, việc đúc tiền xu bị thay đổi lớn. Năm 1940, chấm dứt sản xuất đồng  ½ cent. Năm 1942, ra mắt đồng xu làm bằng đồng mệnh giá 1 cent có khối lượng và độ dày đều giảm. Cũng trong năm 1942, chất liệu nickel-đồng thau thay thế cho chất liệu đồng-nickel của đồng xu mệnh giá 5 cent, đến năm 1943 thì thay thế cho chất liệu bạc của đồng xu 25 và 50 cent. Năm 1944, ra mắt tiền xu mệnh giá 2 và 10 cent được làm bằng nickel-đồng thau và có hình vỏ sò. Năm 1957, ra mắt đồng xu mệnh giá 2 cent có khắc chân dung Nữ hoàng Elizabeth II. Tiền xu khắc hình Vua George VI vẫn tiếp tục được đúc mặc dù nhà vua đã băng hà. Năm 1957, đồng xu bằng đồng-nickel mệnh giá 1 rupee và đồng xu 0,925 bạc mệnh giá 5 rupee được phát hành nhằm kỉ niệm 2500 năm Phật giáo.
Năm 1963, bộ tiền xu mới ra mắt không còn khắc chân dung các nhân vật Hoàng gia Anh nữa mà thay vào đó là huy hiệu Ceylon. Các tiền xu được phát hành là: đồng 1 và 2 cent làm bằng nhôm, đồng 5 và 10 cent làm bbằng nickel-đồng thau và đồng 25, 50 cent và 1 rupee làm bằng đồng-nickel. Các đồng xu có chung hình dạng và kích thước như các bộ tiền xu trước đây, chỉ khác về mặt chất liệu. Năm 1976, phát hành với số lượng có hạn tiền xu 2 rupee có bảy cạnh và tiền xu 5 rupee có 10 cạnh. Năm 1978, sự mất giá tiền tệ khiến người ta dùng nhôm thay cho nickel-đồng thau khi đúc đồng 5 và 10 cent, và không lâu sau đó người ta cũng ngừng sản xuất đồng 1 và 2 cent. Năm 1984, đồng 2 rupee làm bằng đồng-nickel và đồng 5 rupee làm bằng nhôm-đồng thiếc được phát hành để thay thế hoàn toàn cho tiền giấy mệnh giá 2 và 5 rupee. Năm 1987, phát hành đồng xu kỉ niệm có mệnh giá 10 rupee, có hình vuông với các góc được vát tròn. Năm 1998, phát hành đồng xu lưỡng kim kỉ niệm có mệnh giá 10 rupee.
Mặt trước của các đồng xu được phát hành từ 1972 có khắc huy hiệu Cộng hòa Sri Lanka. Mặt sau của đồg xu thì ghi mệnh giá của nó bằng số và bên dưới là bằng chữ (tiếng Sinhala, tiếng Tamil, tiếng Anh) kèm theo năm phát hành, bên trên là tên nước Sri Lanka viết bằng tiếng Sinhala. Ngày 14 tháng 12 năm 2005, Ngân hàng Trung ương Sri Lanka phát hành bộ tiền xu mới với các mệnh giá 25 và 50 cent, 1, 2 và 5 rupee. Các tiền xu mệnh giá 1, 2, 5 và 10 cent mặc dù vẫn hợp pháp nhưng không còn thấy trong lưu thông, và nói chung Ngân hàng Trung ương không phát hành chúng nữa. Lý do nữa giải thích tại sao các loại tiền xu này không còn được đúc là bởi chi phí đi kèm quá tốn kém đồng thời hoạt động thương mại cũng không có nhu cầu sử dụng.
Thiết kế mặt trước và mặt sau của các tiền xu mới vẫn giữ giống hệt bộ tiền xu cũ. Tuy vậy, kích cỡ bị giảm và chất liệu bị đổi sang thép mạ điện do chi phí thấp hơn mà lại dễ dàng nhận diện hơn.
Ngày 5 tháng 4 năm 2010, Sri Lanka thay thế tiền giấy 10 rupee bằng đồng xu hợp kim nickel-thép mạ điện có 11 cạnh.
| 25 cent  | Tên quốc gia, ngày và mệnh giá | Huy hiệu | Thép mạ đồng      | 16,0 mm           | 1,68 g | 1,2 mm | 2005 |
| 50 cent  | Tên quốc gia, ngày và mệnh giá | Huy hiệu | Thép mạ đồng      | 18,0 mm           | 2,5 g  | 1,4 mm | 2005 |
| 1 rupee  | Tên quốc gia, ngày và mệnh giá | Huy hiệu | Thép mạ đồng thau | 20,0 mm           | 3,65 g | 1,7 mm | 2005 |
| 2 rupee  | Tên quốc gia, ngày và mệnh giá | Huy hiệu | Thép mạ nickel    | 28,5 mm           | 7,0 g  | 1,5 mm | 2005 |
| 5 rupee  | Tên quốc gia, ngày và mệnh giá | Huy hiệu | Thép mạ đồng thau | 23,5 mm           | 7,7 g  | 2,7 mm | 2005 |
| 10 rupee | Tên quốc gia, ngày và mệnh giá | Huy hiệu | Thép mạ nickel    | 26,4 mm (11 cạnh) | 8,36 g | 2,1 mm | 2009 |

### Đồng xu kỉ niệm
Ngân hàng Trung ương Sri Lanka bắt đầu phát hành tiền xu kỉ niệm kể từ năm 1957.
Ngày 15 tháng 12 năm 2010, nhân dịp kỉ niệm 60 năm ngày thành lập, Ngân hàng Trung ương phát hành đồng xu bằng bạc có nhiều màu sắc và không bị mờ, mệnh giá 5000 rupee. Đây là tiền xu nhiều màu đầu tiên được Ngân hàng Trung ương phát hành.

## Tiền giấy
Chính phủ Ceylon lần đầu phát hành tiền giấy dưới hình thức giấy 5 rupee vào năm 1895. Nối tiếp nó là tiền giấy 10 rupee (1894), 1000 rupee (1899), 50 rupee (1914), 1 và 2 rupee (1917) và 100 và 500 rupee (1926). Năm 1942, phát hành khẩn cấp tiền giấy 5, 10, 25 và 50 cent và tiếp tục đến 1949.
Ngân hàng Trung ương Ceylon được lập ra theo Đạo luật Tiền tệ số 58 năm 1949 và bắt đầu hoạt động nghiệp vụ vào ngày 28 tháng 8 năm 1950. Năm 1951, Ngân hàng Trung ương Ceylon chiếm quyền phát hành tiền giấy và cho ra đời tiền giấy 1 và 10 rupee. Nối tiếp đó là các tiền giấy mệnh giá 2, 5, 50 và 100 rupee vào năm 1952. Tiền giấy 1 rupee bị thế bằng tiền xu vào năm 1963.
Từ 1977, giấy bạc do Ngân hàng Trung ương Sri Lanka phát hành. Tiền giấy 20 rupee ra mắt năm 1979, sau đó đến tiền giấy 500 và 1000 rupee (1981), 200 rupee (1998) và 2000 rupee (2006). Giấy bạc Sri Lanka khác thường ở chỗ mặt sau được in dọc. Năm 1998, Ngân hàng Trung ương phát hành tiền polyme mệnh giá 200 rupee để kỉ niệm 50 năm ngày độc lập (1948-1998). Đây là tiền polyme đầu tiên được phát hành ở Sri Lanka, do Úc in. Tất cả các tiền giấy mệnh giá khác đều do De la Rue Lanka Currency and Securities Print (Pvt) Ltd in. Đây là một doanh nghiệp liên doanh giữa Chính phủ Sri Lanka và De La Rue (một công ty in của Anh).
Mặt trước tiền giấy Sri Lanka có in hình các thủ tướng trong lịch sử và thủ tướng đương nhiệm Mahinda Rajapaksa, còn mặt sau in hình động thực vật, cảnh quan, công nghiệp, hình ảnh thể hiện văn hóa, lịch sử và thành tựu của Sri Lanka.